# Тупичевский парк
Тупичевский парк (укр. Тупичівський парк) — парк-памятник садово-паркового искусства местного значения, расположенный на территории Городнянского района (Черниговская область). Площадь — 3 га.

## История
Парк-памятник садово-паркового искусства был создан решением Черниговского облисполкома от 04.12.1978 №529. Также упоминается в решениях Черниговского облисполкома от 27.12.1984 №454, от 28.08.1989 №164.

## Описание
Расположен в селе Тупичев, его южной части. 

## Природа
Статут был предоставлен для сохранения помещичьего парка, где произрастают столетние деревья с доминированием вида липа европейская (Tilia europaea). Парком проходит аллея лип. Всего в парке произрастает 120 видов деревьев, например липа сердцевидная (Tília cordáta), клён остролистый (Ácer platanoídes), дуб черешчатый (Quércus róbu), ясень американский (Fraxinus americana), ясень ланцетный (Fraxinus pennsylvanica var. lanceolata, подвид вида ясень пенсильванский). Кустарники представлены видами из разных природных зон, преимущественно североамериканской и дальневосточной флоры. В подлеске растут лещина обыкновенная (Córylus avellána), бузина чёрная (Sambúcus nígra), рябина обыкновенная (Sórbus aucupária), робиния ложноакациевая (Robínia pseudoacácia). В юго-западной части парка наблюдается инвазия борщевика Мантегацци (Heracléum mantegazziánum). Травяной ярус редкий и в значительной мере преобладают рудеральные виды, есть остатки природного доминирования лиственных лесов, в частности сныти обыкновенной (Aegopódium podagrária).